# Christiane Marquardt
Christiane Marquardt (ur. 13 listopada 1958 w Berlinie) – niemiecka lekkoatletka, sprinterka. W czasie swojej kariery reprezentowała Niemiecką Republikę Demokratyczną.

## Kariera sportowa
Specjalizowała się w biegu na 400 metrów. Zdobyła złoty medal w sztafecie 4 × 400 metrów na mistrzostwach Europy w 1978 w Pradze (sztafeta NRD biegła w składzie: Marquardt, Barbara Krug, Christina Brehmer i Marita Koch). Na tych samych mistrzostwach zajęła 5. miejsce w biegu na 400 metrów.
Była mistrzynią NRD w sztafecie 4 × 100 metrów w 1976. W hali była brązową medalistką w biegu na 400 metrów w 1976.
Rekord życiowy Handt w biegu na 400 metrów wynosił 51,45 s (ustanowiony 2 lipca 1978 w Lipsku).